# Provincia di Cotabato
Cotabato, a volte chiamato North Cotabato, è una provincia delle Filippine, nella regione di Soccsksargen sull'isola di Mindanao.
Il capoluogo di Cotabato è Kidapawan.

## Geografia fisica
Posta nel cuore dell'isola di Mindanao, non ha sbocchi sul mare e confina con le province di Lanao del Sur e Bukidnon a nord e Davao del Sur ad est, Sultan Kudarat a sud, e Maguindanao ad ovest.
Il paesaggio di Cotabato è molto vario con colline, vallate, laghi, fiumi, foreste tropicali e montagne, compresa la vetta più alta di tutte le Filippine, il Monte Apo (2.954 m s.l.m.).

## Geografia antropica

### Suddivisioni amministrative
La provincia di Cotabato comprende 1 città e 17 municipalità.

#### Città
- Kidapawan

#### Municipalità
- Alamada
- Aleosan
- Antipas
- Arakan
- Banisilan
- Carmen
- Kabacan
- Kadayangan
- Kapalawan
- Libungan
- Ligawasan
- M'lang
- Magpet
- Makilala
- Malidegao
- Matalam
- Midsayap
- Nabalawag
- Old Kaabakan
- Pahamuddin
- Pigkawayan
- Pikit
- President Roxas
- Tugunan
- Tulunan

## Storia
Il nome Cotabato (dal Maguindanao kota batu, "forte di pietra") designa una regione storica di Mindanao e delle Filippine che una volta però era molto più grande dell'attuale provincia con questo nome.
Nel 1966 Cotabato era la più grande provincia filippina e venne divisa in due dando origine al South Cotabato. La parte rimasta fu ulteriormente suddivisa nel 1973 a formare le province di North Cotabato, Maguindanao e Sultan Kudarat. Nel 1983 si decise di attribuire al North Cotabato il nome di Cotabato.